# Кълвър (град, Орегон)
Кълвър (на английски: Culver) е град в окръг Джеферсън, щата Орегон, САЩ. Кълвър е с население от 802 жители (2000) и обща площ от 1,6 km². Намира се на 804,7 m надморска височина. ЗИП кодът му е 97734, а телефонният му код е 541.